# Vesterålen (Schiff, 1983)
Die Vesterålen ist ein Schiff der Reederei Hurtigruten ASA und fährt auf der Hurtigruten an der Küste Norwegens im Linienverkehr. Der Name des Schiffes bezieht sich auf eine Inselgruppe etwa 300 km nördlich des Polarkreises vor der Küste Norwegens. Sie ist das mittlerweile dritte Schiff in der Hurtigrute, das diesen Namen trägt. Die erste Vesteraalen aus dem Jahr 1892 war das erste Hurtigruten-Schiff, das am 2. Juli 1893 den Hafen von Trondheim in Richtung Hammerfest verließ.

## Geschichte

### Bau, Indienststellung und Einsatz
Das bei der Kaarbø's Mekaniske Verkstad in Harstad gebaute Schiff lief am 18. September 1982 vom Stapel, wurde am 10. Februar 1983 getauft und kurz darauf für die damalige Reederei Vesteraalens Dampskibsselskab A/S, Stokmarknes, in Dienst gestellt. Im Jahr 2006 wurde die Vesterålen von der Reederei Hurtigruten ASA übernommen.

### Umbaumaßnahmen
1988 und 1995 erfolgten umfangreiche Umbauten, die den Charakter und die Silhouette des Schiffes veränderten. Der ursprünglich für den Transport von ISO-Containern vorgesehene Heckbereich erhielt in den MWB Motorenwerken Bremerhaven einen Aufbau. Dadurch entstanden zusätzliche Kabinenkapazitäten, ein Salon und ein Aussichtsdeck. Im Jahr 1995 wurde bei Haugesund Mekaniske Verksted mittschiffs ein Panoramasalon aufgesetzt, der den Passagieren eine gute Rundumsicht bietet.

## Maschinenanlage und Antrieb
Die beiden Antriebsanlagen der Vesterålen bestehen aus jeweils einem 16-Zylinder-Viertakt-Dieselmotor des Typs BMV Bergen Diesel KVM-16, der über Reduktionsgetriebe (Ulstein 600 AGSC) und Wellenanlage auf einen Verstellpropeller wirkt. Das Schiff verfügt über drei Hauptgeneratoren. Zwei (Backbord- und Steuerbord-Generator) werden von Dieselmotoren des Typs BMV Bergen Diesel KRG-5, ein weiterer von einem Dieselmotor des Typs BMV Bergen Diesel KRG-3 angetrieben. Darüber hinaus steht ein Notstromdiesel zur Verfügung.
Um die Manövrierfähigkeit bei niedrigen Fahrgeschwindigkeiten zu verbessern, ist die Vesterålen mit jeweils einer Brunvoll-Querstrahlanlage im Bug und Heck ausgerüstet.

## Ausstattung
Die Vesterålen bietet seit dem letzten Umbau Platz für 550 Passagiere. Sie verfügt über 300 Betten in 147 Kabinen; alle Kabinen sind mit Dusche und WC ausgestattet. Die 35 Stellplätze für PKW können über eine Laderampe auf der Backbordseite erreicht werden. Die Ausstattung des Schiffes umfasst verschiedene Salons, ein Restaurant und Café, einen Shop und zwei Konferenzräume.

## Schwesterschiffe
Nahezu baugleiche Schwesterschiffe waren die Narvik und Lyngen. Diese Einheiten wurden ebenso wie die Vesterålen mehrfach umgebaut und erhielten ähnliche Heckaufbauten und ebenfalls einen Panoramasalon mittschiffs. Diese Schiffe haben mittlerweile den Liniendienst auf der Hurtigrute verlassen und wurden an andere Reedereien veräußert.

## Galerie

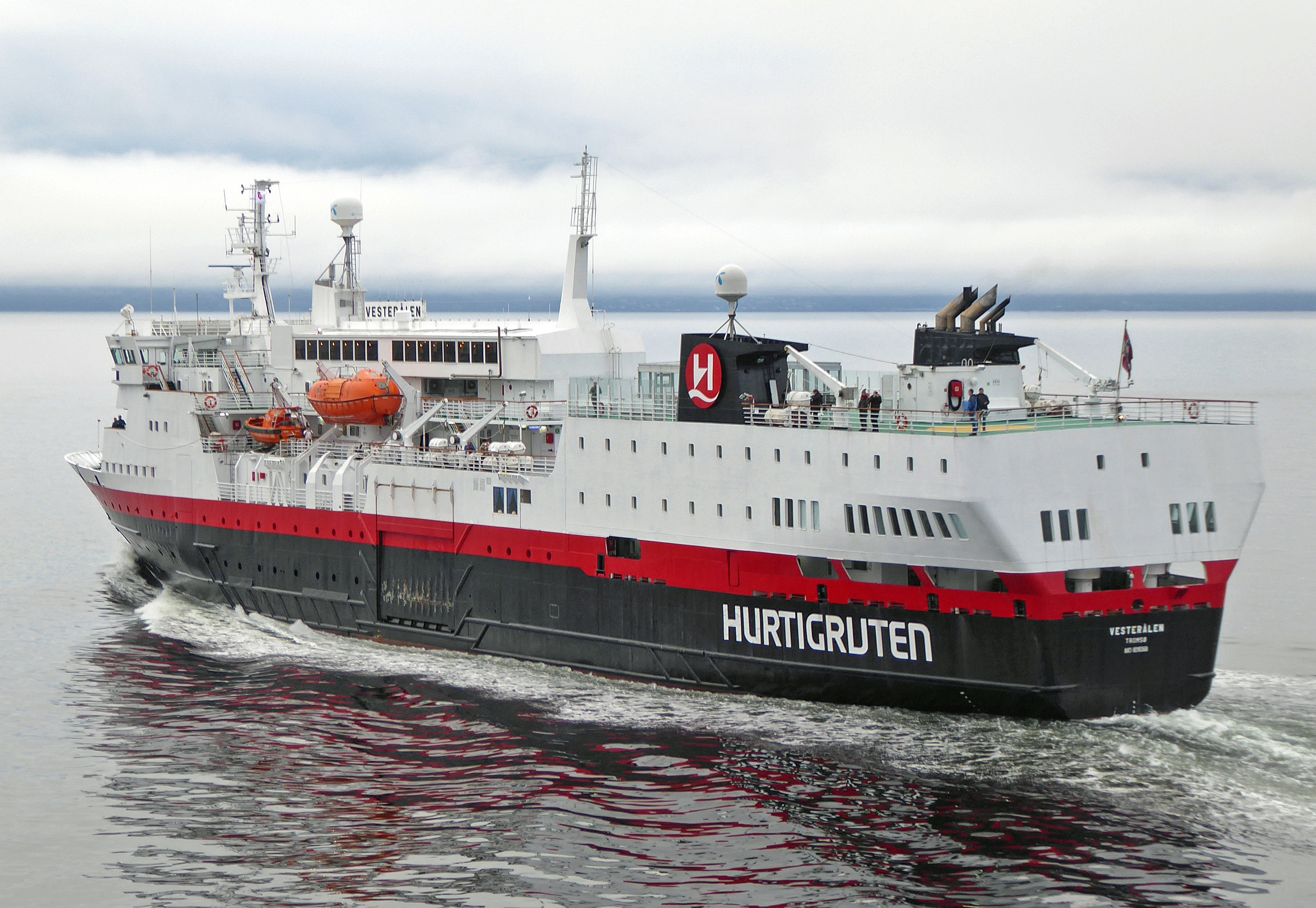
Heckdeck
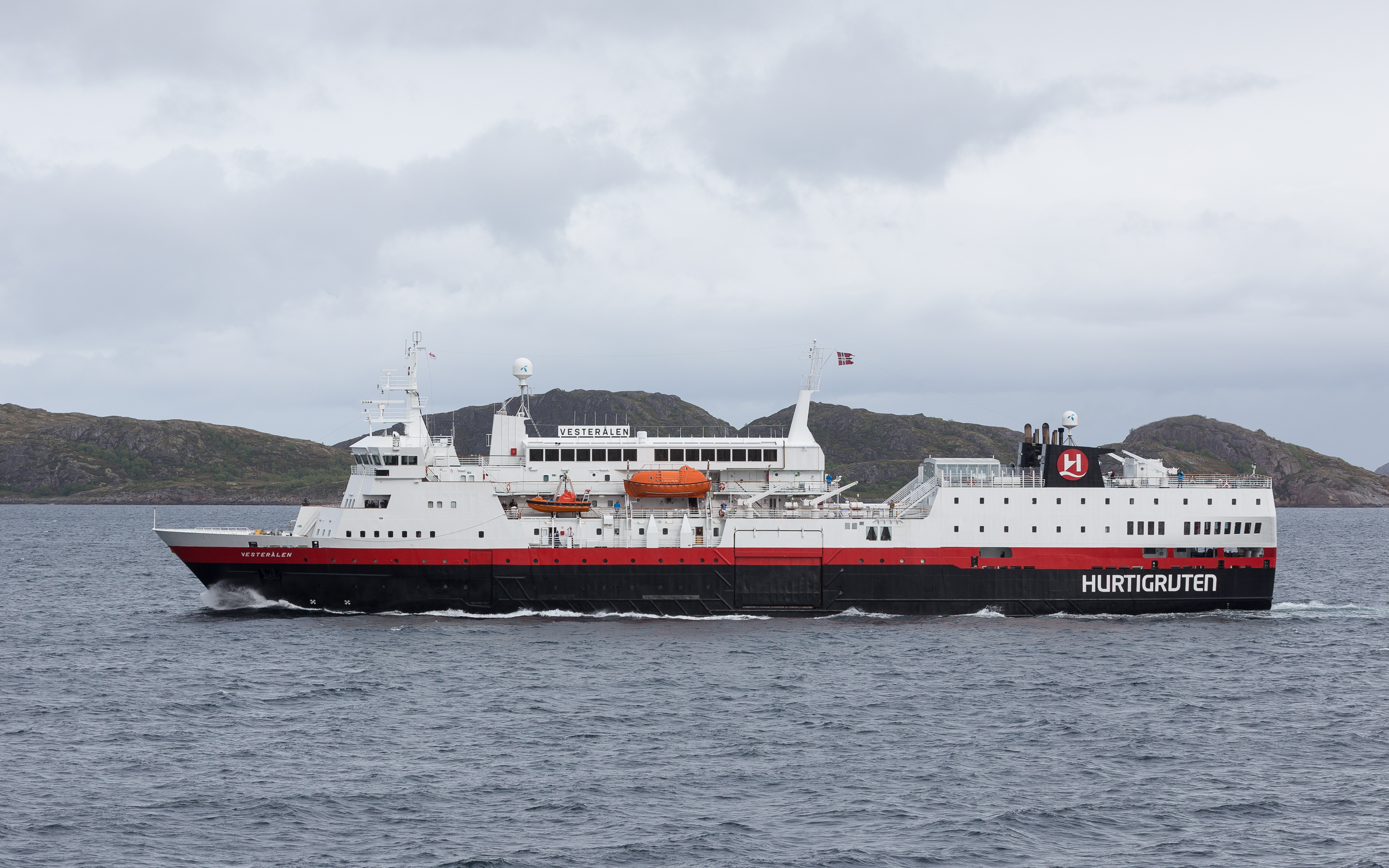
Bei Åmnøya
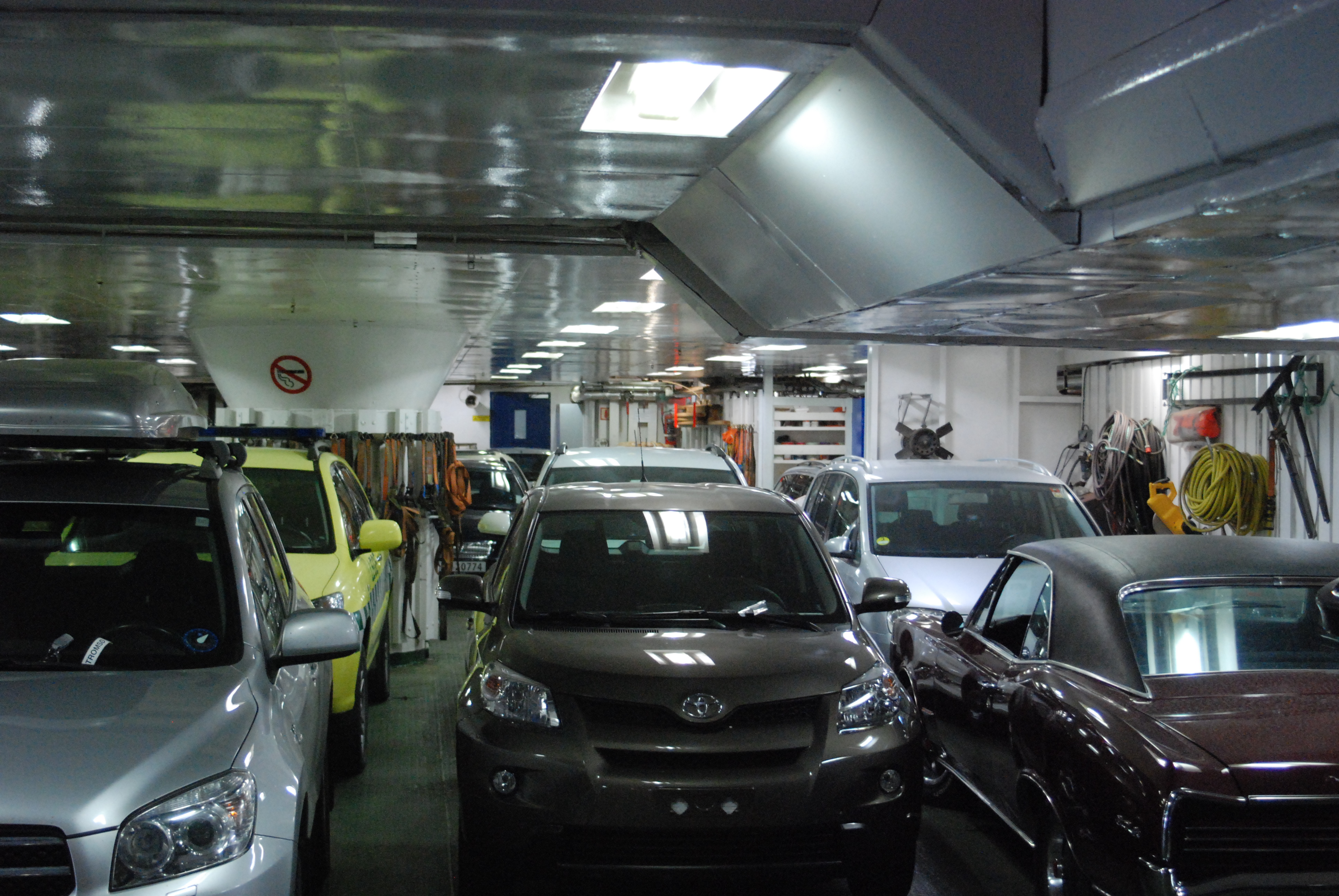
Fahrzeugdeck
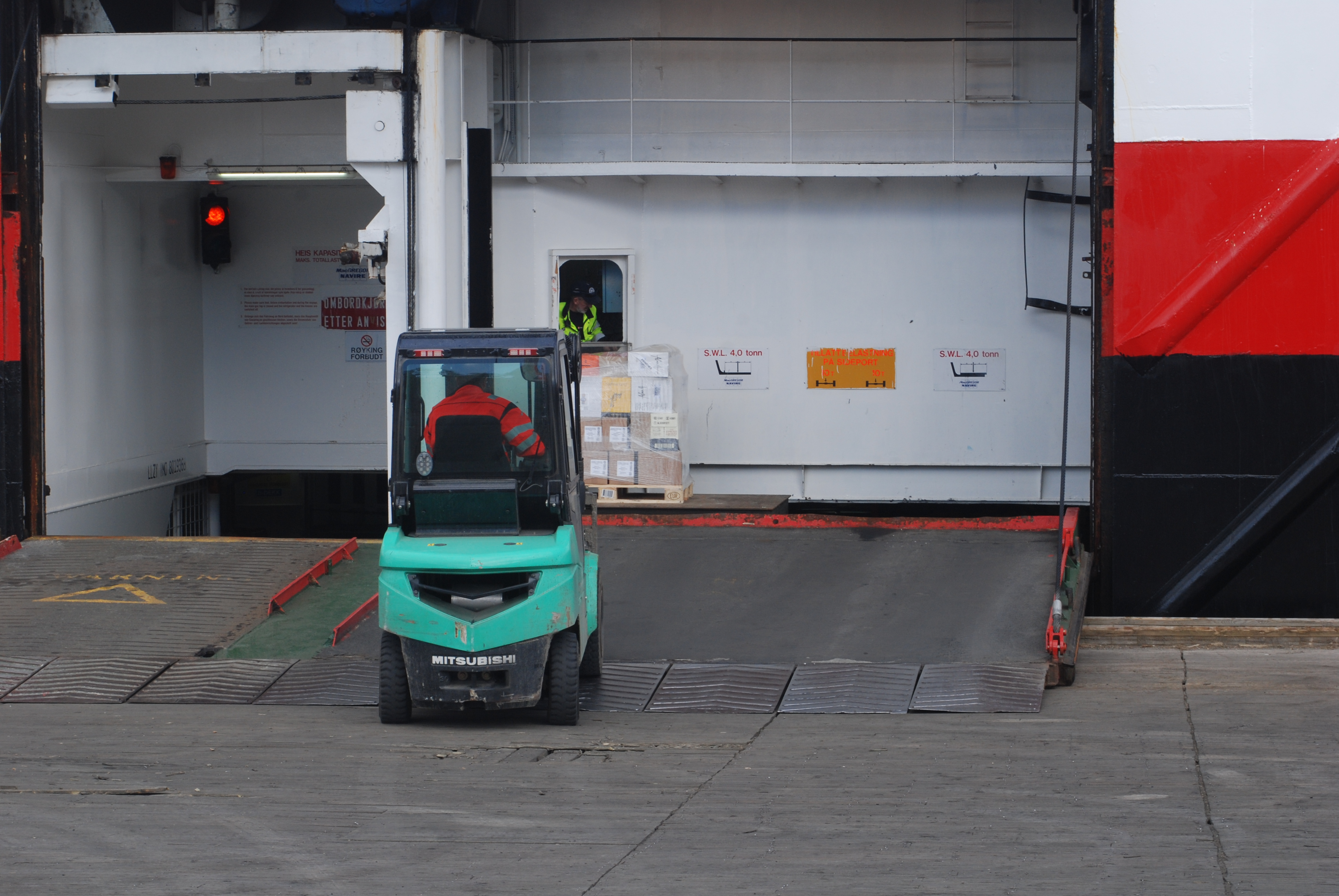
Ladeluke